# Felis lunensis
Felis lunensis (кіт Мартеллі) — вимерлий вид ссавців родини котових, який жив у Європі приблизно 2.5 мільйонів років тому. Був конкурентом людини, полюючи на птицю та невеликих звірів. Felis lunensis був трохи більший за сучасного хатнього кота й відрізнявся характеристиками зубів. Вчені припускають, що він мав товсте хутро й маркування смугастого кота. Голотипом є права нижня щелепа, знайдена в Оліволі. Вважається предком сучасних диких котів, Felis silvestris.